# Dyan Cannon
Dyan Cannon (nacida Samille Diane Friesen), (Tacoma, en el estado de Washington, 4 de enero de 1937) es una actriz, escritora y directora estadounidense originaria de Tacoma, Washington. Es conocida por su trabajo en películas como Heaven Can Wait y Revenge of the Pink Panther, así como por su matrimonio con el famoso actor Cary Grant. 

## Primeros años de vida
Hija de padre baptista y vendedor de seguros de vida Ben Friesen, su madre fue Claire (nacida Portnoy) judía. Su hermano menor es el músico de jazz David Friesen.
Estudió en la secundaria West Seattle High School, y estudió antropología durante 2 años en la Universidad de Washington pero abandonó para mudarse a Los Ángeles, donde comenzó su carrera como modelo. Con la ayuda del productor Jerry Wald consiguió introducirse en la industria cinematográfica. 

## Vida profesional
Dyan Cannon hizo su debut en televisión en la serie Have Gun – Will Travel en 1958, aunque en ésta aparece acreditada como Diane Cannon, un seudónimo diferente. El primer rol con su seudónimo actual fue en Playhouse 90. En el año 1960 obtuvo su primer papel para la pantalla grande en la película The Rise and Fall of Legs Diamond. 
Durante los primeros años de la década de 1960, tuvo participaciones en numerosas teleseries, algunas de las cuales son The Untouchables, 77 Sunset Strip, The Reporter y Ripcord. En 1969, luego de una breve interrupción de su carrera artística para concentrarse en su familia, volvió a la pantalla grande con un papel de reparto en la comedia Bob & Carol & Ted & Alice, en la cual la actriz interpretó a Alice, con Natalie Wood y Robert Culp. Su actuación en esta película le valió nominaciones al Globo de Oro y el Oscar. 
Dyan siguió trabajando en cine y televisión durante los primeros años de la década de 1970 en proyectos no muy reconocidos, hasta que en 1978 recibió el papel de Julia Farnsworth en la exitosa película El cielo puede esperar, protagonizada por Warren Beatty. En la misma, interpreta a la codiciosa y adúltera esposa de Leo, hombre en cuyo cuerpo reencarna el personaje de Beatty. Esta actuación volvió a ponerla en el centro de la escena, logrando otra nominación al Oscar y finalmente obteniendo el Globo de Oro a Mejor Actriz de Reparto. 
Anteriormente, en 1977, recibió una nominación al Oscar por su trabajo como escritora, productora y directora del corto de acción Number One, una historia sobre la curiosidad sexual en los adolescentes. 
En la década de 1980, pudo vérsela en filmes tales como Deathtrap, con Michael Caine y Christopher Reeve, y Caddyshack II, comedia protagonizada por Chevy Chase. También participó en varias películas y miniseries para televisión como Master of the Game (1984) y Rock ‘n’ Roll Mom (1988). 
A la década siguiente, comenzó con su trabajo en la película The End of Innocence, filme que ella misma escribió y dirigió, y que se dice es semiautobiográfico. A ese filme le siguieron otros como That Darn Cat, Kiss of a Stranger y Kangaroo Jack. 
En todos esos años, intensificó su presencia en la pequeña pantalla, con apariciones en teleseries como Diagnosis: Murder y The Naked Truth, protagonizada por Téa Leoni. Tal vez su papel más conocido en la televisión fue el de la jueza Jennifer Cone alias “Whipper” en la exitosa comedia de situación Ally McBeal con Calista Flockhart. Otras teleseries en las que ella ha participado eran The Practice y Three Sisters.

## Vida privada
En julio de 1965 contrajo matrimonio con el famoso actor y galán Cary Grant, luego de vivir juntos por tres años. Era el cuarto matrimonio para él y el primero para Dyan. A pesar de la gran diferencia de edad (él era 33 años mayor), al año siguiente tuvieron una hija, Jennifer Grant, la única hija de ambos. Luego de tres años juntos, se divorciaron en marzo de 1968, pero las disputas por la custodia de su hija siguieron durante años. 
Dyan volvió a casarse en el año 1985 con el productor Stanley Fimberg. Este matrimonio tampoco prosperó y se divorciaron en 1991. 
En agosto del año 2008, la actriz fue abuela por primera vez: su hija Jennifer dio a luz a Cary Benjamin Grant.

## Filmografía

### En Cine
- The Boynton Beach Bereavement Club (2005)
- Canguro Jack (2003)
- Kiss of a Stranger (1999)
- The Sender (1998)
- Allie & Me (1997)
- Out to Sea (1997)
- 8 Heads in a Duffel Bag (1997)
- Un gato del FBI (1997)
- The Pickle (1993)
- The End of Innocence (1990)
- Caddyshack II (1988)
- Author! Author! (1982)
- Deathtrap (1982)
- Coast to Coast (1980)
- Honeysuckle Rose (1980)
- La venganza de la Pantera Rosa (1978)
- El cielo puede esperar (1978)
- Number One (1976)
- Child Under a Leaf (1974)
- El fin de Sheila (1973)
- Shamus (1973)
- Such Good Friends (1971)
- El furor de la codicia (1971)
- The Love Machine (1971)
- Supergolpe en Manhattan (1971)
- Doctors' Wives (1971)
- Bob & Carol & Ted & Alice (1969)
- The Murder Game (1965)
- This Rebel Breed (1960)
- The Rise and Fall of Legs Diamond (1960)

### En Televisión
- A Kiss at Midnight (2008) (película para TV)
- Three Sisters (31 episodios, 2001-2002)
- My Mother, the Spy (2000) (película para TV)
- Ally McBeal (17 episodios, 1997-2000)
- Ally (4 episodios, 1999)
- Diamond Girl (1998) (película para TV)
- Beverly Hills Family Robinson (1998) (película para TV)
- The Practice (1 episodio, 1998)
- Black Jaq (1998) (película para TV)
- The Rockford Files: If the Frame Fits... (1996) (película para TV)
- The Naked Truth (1 episodio, 1995)
- A Perry Mason Mystery: The Case of the Jealous Jokester (1995) (película para TV)
- Diagnosis Murder (2 episodios, 1994)
- Based on an Untrue Story (1993) (película para TV)
- Christmas in Connecticut (1992) (película para TV)
- Jailbirds (1991) (película para TV)
- Rock 'n' Roll Mom (1988) (película para TV)
- Jenny's War (1985) (película para TV)
- Arthur the King (1985) (película para TV)
- Master of the Game (1984) película para TV miniseries
- Having It All (1982) (película para TV)
- Lady of the House (1978) (película para TV)
- The Virginia Hill Story (1974) (película para TV)
- Medical Center (1 episodio, 1969)
- Burke's Law (1 episodio, 1965)
- Gunsmoke (1 episodio, 1964)
- The Reporter (1 episodio, 1964)
- Mr. Broadway (1 episodio, 1964)
- Stoney Burke (1 episodio, 1963)
- The Red Skelton Show (1 episodio, 1962)
- 77 Sunset Strip (2 episodios, 1958-1962)
- The Untouchables (1 episodio, 1962)
- Ripcord (1 episodio, 1962)
- Ben Casey (1 episodio, 1961)
- Follow the Sun (1 episodio, 1961)
- The Aquanauts (2 episodios, 1961)
- Intriga en Hawái (1 episodio, 1961)
- Bat Masterson (2 episodios, 1959-1961)
- Two Faces West (1 episodio, 1960)
- Full Circle (1960) película para TV series
- Johnny Ringo (1 episodio, 1960)
- Wanted: Dead or Alive (1 episodio, 1959)
- Zane Grey Theater (1 episodio, 1959)
- Lock Up (1 episodio, 1959)
- Highway Patrol (1 episodio, 1959)
- Playhouse 90 (1 episodio, 1959)
- Have Gun - Will Travel (2 episodios, 1958)

## Premios y distinciones
Premios Óscar
| Año  | Categoría               | Película                  | Resultado |
| ---- | ----------------------- | ------------------------- | --------- |
| 1969 | Mejor actriz de reparto | Bob & Carol & Ted & Alice | Nominada  |
| 1977 | Mejor Cortometraje      | Number One                | Nominada  |
| 1979 | Mejor actriz de reparto | Heaven Can Wait           | Nominada  |